# Adagio pour violon et piano
L'adagio pour violon et piano de Zoltán Kodály est une œuvre composée en 1905. Elle a été adaptée en 1910 pour alto ou violoncelle, cette dernière transcription étant devenue plus célèbre et commune que l'original pour violon.

## Historique
Cet adagio, œuvre devenue très populaire, a été transcrit pour alto et piano ou violoncelle et piano par Kodály en 1910. Il s'agit d'une des dernières œuvres du compositeur n'empruntant pas directement à la musique populaire hongroise, Kodály ayant rencontré plus tard cette année-là Béla Bartók avec qui il entreprendra ses recherches en ethnomusicologie.

## Discographie sélective
- Sung-Won Yang et Ick-Choo Moon, en 2000 (EMI Records) ;
- Jean-Guihen Queyras et Alexandre Tharaud, en 2000 (Harmonia Mundi) ;
- Igor Gavrish et Tatiana Sadovskaia, en 1976 (Praga).